# Cova Figueira
Cova Figueira es una ciudad caboverdiana del municipio de Santa Catarina do Fogo y capital del mismo.

## Geografía
La localidad está situada en la isla de Fogo.

## Organización territorial
La ciudad abarca los lugares y barrios de:
- Cabeça Parede
- Casa Teixeira
- Cova Figueira (Centro)
- Enseada Helena
- Lapinha
- Prainha

## Demografía
Gráfica demográfica de la ciudad de Cova Figueira:
| Gráfica de evolución demográfica de Cova Figueira entre 2010 y 2021 |
|                                                                     |